# The Farmer's Wife (1928)
The Farmer’s Wife is een Britse stomme film uit 1928, geregisseerd door Alfred Hitchcock. De film is gebaseerd op het gelijknamige toneelstuk van Eden Phillpotts. De hoofdrollen worden vertolkt door Jameson Thomas, Lillian Hall-Davis en Gordon Harker.

## Verhaal
De film draait om Samuel Sweetland, een boer wiens vrouw Tibby net is overleden, en wiens dochter het huis heeft verlaten na haar huwelijk. Sweetland heeft in zijn huis enkel nog gezelschap van zijn twee dienaren. Omdat zijn vrouw erop aan had gedrongen dat hij na haar overlijden weer zou moeten trouwen, begint Sweetland met een zoektocht naar een geschikte partner. Samen met zijn huishoudster Minta maakt hij een lijstje van mogelijke kandidaten.
Zijn eerste keuze is de weduwe Louisa Windeatt, maar zij is te veel gewend geraakt aan haar zelfstandigheid om weer te willen trouwen. De tweede keus is Thirza Tapper, een nerveuze vrouw die bijna flauwvalt wanneer Sweetland haar een aanzoek doet. Zij wijst hem eveneens af. Die avond geeft Tapper een feestje. Op het feestje doet Sweetland een vrouw genaamd Mary Hearn een aanzoek, maar zij vindt hem te oud voor haar.
Terwijl Sweetland gaat proberen om de vierde dame op zijn lijst, de bardame Mercy Bassett, ten huwelijk te vragen, komt de kijker erachter dat Minta zelf gevoelens koestert voor Sweetland. Bassett wijst Sweetland ook af. Teleurgesteld keert Sweetland huiswaarts. Ondertussen bespreken Tapper en Hearn hun ervaringen met Sweetland, waarna Hearn besluit Sweetlands aanzoek toch maar te accepteren.
Thuis ziet Sweetland Minta voor het eerst als meer dan gewoon een huishoudster, en beseft dat hij ook gevoelens voor haar heeft. Hij vraagt haar ten huwelijk en ze accepteert. Niet veel later arriveert Hearn om te melden dat ze Sweetlands aanzoek toch wil accepteren, enkel om te ontdekken dat hij al met Minta zal gaan trouwen.

## Rolverdeling
| Acteur             | Personage                |
| ------------------ | ------------------------ |
| Jameson Thomas     | Samuel Sweetland         |
| Lillian Hall-Davis | Minta Dench              |
| Gordon Harker      | Churdles Ash             |
| Gibb McLaughlin    | Henry Coaker             |
| Maud Gill          | Thirza Tapper            |
| Louie Pounds       | Weduwe Windeatt          |
| Olga Slade         | Mary Hearn               |
| Ruth Maitland      | Mercy Bassett            |
| Antonia Brough     | Susan                    |
| Haward Watts       | Dick Coaker              |
| Mollie Ellis       | Sibley "Tibby" Sweetland |

## Achtergrond
In tegenstelling tot veel andere films van rond dezelfde periode, gaf The Farmer’s Wife het publiek een getrouw beeld van hoe het leven op het platteland was begin 20e eeuw. Films als Upstairs, Downstairs gaven vaak een vertekend beeld.
De film werd lange tijd beschouwd als zijnde in het publiek domein, totdat in 2005 Canal+ de filmrechten erop kocht.